# Platylabus hyperetis
Platylabus hyperetis är en stekelart som beskrevs av Heinrich 1962. Platylabus hyperetis ingår i släktet Platylabus och familjen brokparasitsteklar. Inga underarter finns listade i Catalogue of Life.